# Новое Кадышево
Новое Кадышево — село в Ельниковском районе Мордовии. Входит в состав Большемордовско-Пошатского сельского поселения.

## История
В «Списке населённых мест Пензенской губернии за 1869» Ново-Кадышево казенное село из 49 дворов Краснослободского уезда.

## Население
| 2002 | 2010 |
| ---- | ---- |
| 73   | ↘69  |

Национальный состав
Согласно результатам Всероссийской переписи населения 2002 года, в национальной структуре населения татары составляли 95 %.